# Len Duncan
Len Duncan (25 de julho de 1911 – 1 de agosto de 1998) foi um automobilista norte-americano.
Participou de 500 Milhas de Indianápolis, quando a prova fazia parte do calendário da Fórmula 1 de 1950 até 1960: 1953 (não se qualificou), 1954 (compartilhou com George Fonder), 1955 (não se qualificou) e 1956 (não se qualificou).